# Liskeard and Caradon Railway

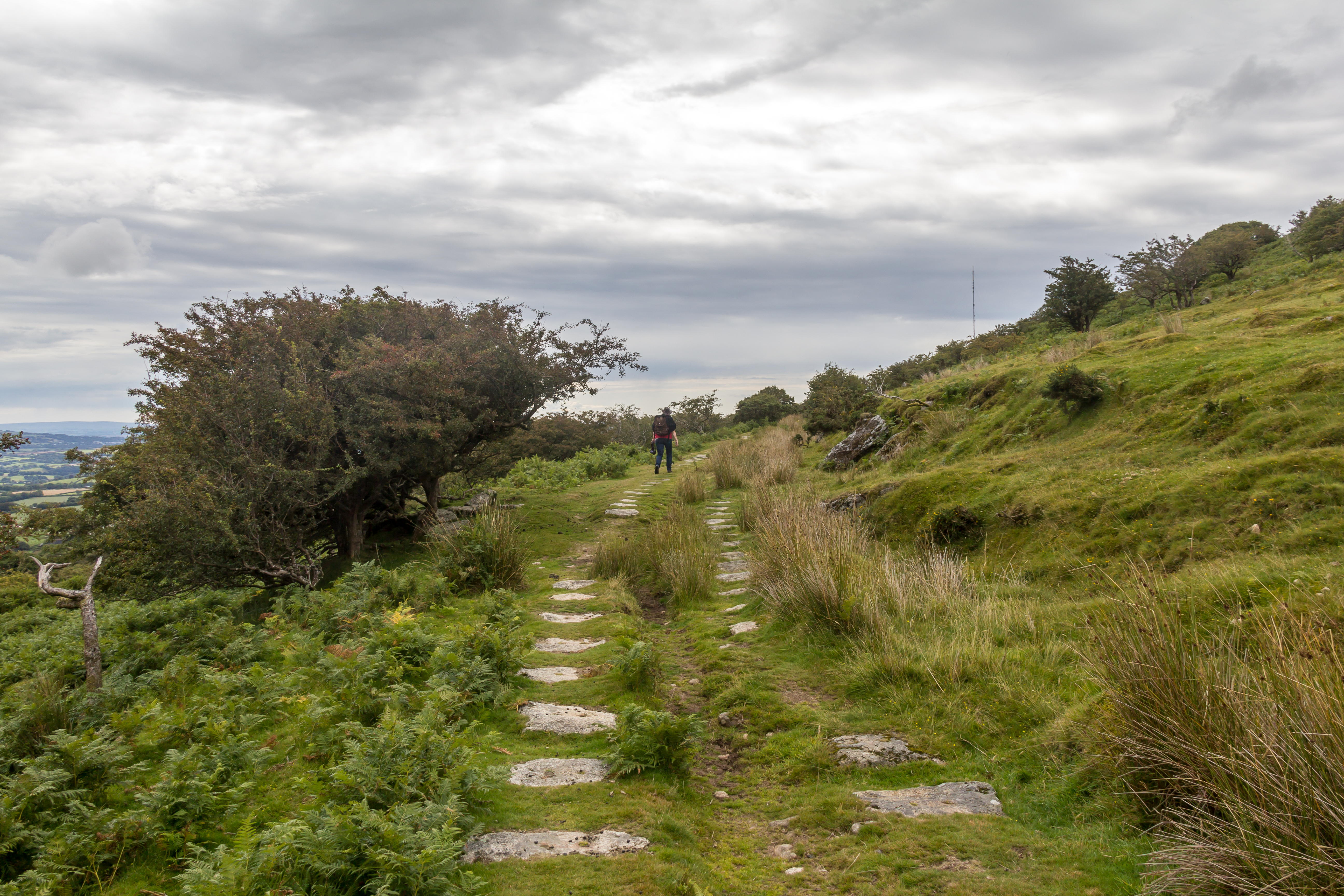
Überreste der Bahnlinie am östlichen Hang des Stowe's Hill.

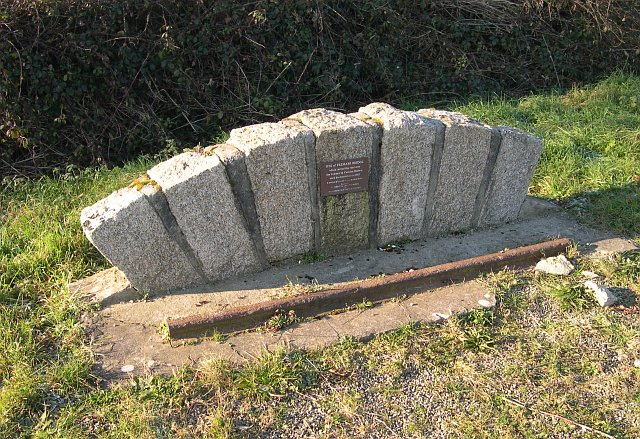
Denkmal

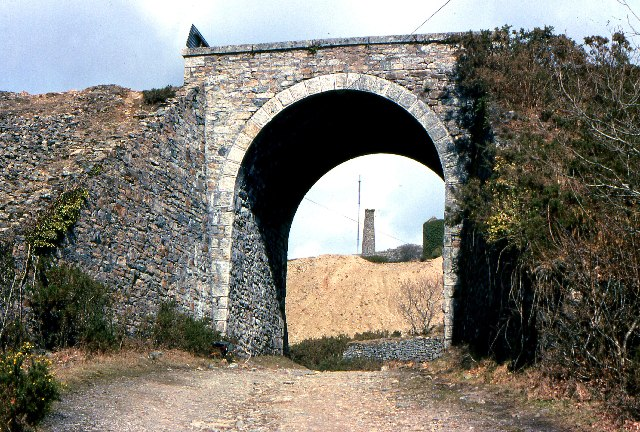
Brücke bei Darite

Die Liskeard and Caradon Railway war eine britische Eisenbahngesellschaft in Cornwall in England.

## Geschichte
Die Liskeard and Caradon Railway (LCR) wurde durch die Minenbesitzer der Gegend und die Eigentümer des Liskeard-und-Looe-Union-Kanal am 27. Juni 1843 gegründet. Sie verbesserte den Abtransport von Kupfer von den Bergwerken am Caradon Hill zum Kanal. Die am 28. November 1844 zwischen Moorswater und South Caradon fertiggestellte normalspurige Strecke verfügte über ein durchgehendes Gefälle. Die Güterwagen fuhren durch die Schwerkraft talwärts. Die leeren bzw. mit Kohle gefüllten Güterwagen wurden von Pferde wieder bergwärts gezogen. Im März 1846 erfolgte eine Verlängerung der Strecke bis zum Granitsteinbruch in Cheesewring. 
Ab 1858 erfolgte der Betrieb der Werksbahn Kilmar Railway der Cheesewring-Granitsteinbrüche die zu den Steinbrüchen bei Bearah Tor und Kilmar Tor führte. 1879 wurde die Strecke erworben. Mit dem Niedergang der Steinbrüche wurde bereits 1882 die Strecke eingestellt. Eine daraufhin geplante Verlängerung der Strecke nach Launceston wurde nicht verwirklicht. 1877 wurde die Strecke nach Cheesewring mit der Kilmar Junction Railway  um den Caradon Hill herumgeführt. Dadurch konnte der seilbahnbetriebene Abschnitt bei Gonamena aufgegeben werden. 
Ab 1862 betrieb die Gesellschaft die den Liskeard-und-Looe-Union-Kanal entlastende Liskeard and Looe Railway (LLR). Bereits Ende der 1880er Jahre wurde der Kupferbergbau zu teuer. Um 1900 wurde er schließlich ganz eingestellt. 1901 wurde die LCR von der LLR gepachtet. 1909 übernahm die Great Western Railway die Gesellschaft. Nach der Einstellung des Bergbaues wurde die Strecke 1917 als Kriegsbedarf abgebaut.
Personenverkehr wurde niemals durchgeführt. Es war jedoch möglich auf den Güterwagen gegen ein geringes Entgelt für den Transport des Gepäcks oder des Regenschirmes mitzufahren.

## Lokomotiven
Der Einsatz von Lokomotiven wurde erst 1860 genehmigt. Die Gesellschaft beschaffte daraufhin eine gebrauchte dreifachgekuppelte Tenderlokomotive. Diese erhielt den Namen LISKEARD. 1862, 1865 und 1869 wurden die ebenfalls dreifach gekuppelten Tenderlokomotiven CARADON, CHEESEWRING und KILMAR von Gilkes Wilson and Company bzw. Hopkins Gilkes and Company geliefert. 1904 lieferte Andrew Barclay and Company die 1'B-Tenderlokomotive LADY MARGARET.